# Zamek Ostrogskich w Warszawie

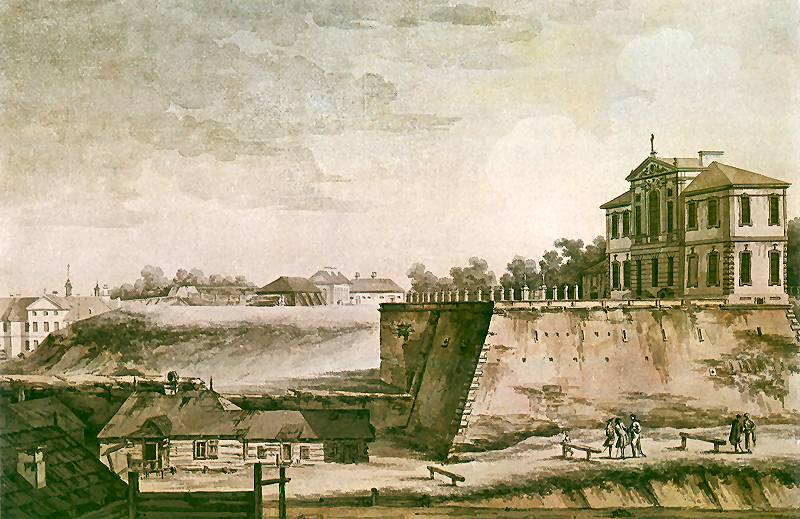
Zygmunt Vogel, Widok pałacu Ordynackiego i klasztoru św. Kazimierza, 1785

Zamek Ostrogskich (pałac Gnińskich, pałac Zamoyskich, pałac Ordynacki) – pałac znajdujący się przy ul. Tamka 41 w Warszawie. Siedziba Muzeum Fryderyka Chopina.

## Historia
Nazwa Zamek Ostrogskich, którą niesłusznie nosi istniejący dziś pałac, wiąże się z osobą ks. Janusza Ostrogskiego, kasztelana krakowskiego, posiadacza tych gruntów od schyłku XVI w. Janusz Ostrogski miał rozpocząć na tym miejscu budowę zamku.
Po jego śmierci w roku 1620 grunty przeszły na własność książąt Zasławskich, a potem rodziny Denhoffów. Najprawdopodobniej w roku 1681 kupił je podkanclerzy koronny Jan Krzysztof Gniński z zamiarem wniesienia tu własnej siedziby. Z zamówieniem na projekt pałacu zwrócił się do Tylmana z Gameren, który zaproponował budowę okazałej rezydencji złożonej z pałacu właściwego, mającego stanąć na tarasie wysuniętym ku Wiśle, oraz dwóch wolno stojących pawilonów gospodarczych. Projekt ten pozostał na papierze z powodu ogromnych kosztów, jakie pochłonęły roboty ziemne związane z formowaniem tarasu i budową murów oporowych. Tylman zapewne jeszcze za życia podkanclerzego (zmarł w 1684) znacznie zredukował projekt rezydencji. Zrezygnowano wtedy z korpusu głównego. Siedziba według nowego projektu miała składać się z dwóch wolno stojących pawilonów, które zamierzano postawić na miejscu pawilonów gospodarczych proponowanych w pierwszej wersji projektu. Ostatecznie zrealizowano tylko pawilon północny wzniesiony na wysokim tarasie nad wąwozem ulicy Tamka. Budynek ten o formie silnie klasycyzującego baroku górował nad niską zabudową Powiśla i od razu stał się ważnym akcentem panoramy Warszawy oglądanej od strony Wisły.
Po śmierci podkanclerzego Jana Gnińskiego pałac dziedziczyli kolejno jego dwaj synowie. Na początku XVIII w. pałac użytkował ordynat Tomasz Józef Zamoyski, ale pełnoprawnym jego właścicielem stał się dopiero w roku 1721. Po nim odziedziczył pałac jego brat, ordynat Michał Zdzisław, którego synowie Jan Jakub i Andrzej odstąpili rezydencję w roku 1740 biskupowi przemyskiemu Walentemu Czapskiemu. Nazwa „Pałac Ordynacki” pochodzi z okresu władania nim przez rodzinę Zamoyskich; nazwa ta przetrwała bardzo długo.
W roku 1771 właścicielem pałacu był Jan Mikołaj Chodkiewicz, który nosił się z zamiarem jego rozbudowy.
U schyłku XVIII w. filozof i moralista Marcin Nikuta prowadził tu pensjonat dla młodzieży szlacheckiej. Na początku XIX w. pałac popadł w ruinę, a obszerne jego podziemia ciągnące się rzekomo w kierunku ulicy Książęcej, stały się siedzibą włóczęgów i szumowin wychodzących nocami na rabunek. Franciszek Maksymilian Sobieszczański w Rysie historyczno-statystycznym wzrostu i stanu Warszawy od najdawniejszych czasów aż do 1847 wspomina o słynnym dziwaku i oryginale mieszkającym w zrujnowanym Pałacu Ordynackim na początku XIX w.: „… Stefan Wyszotrawka, powszechnie Stefaniakiem przezywany, przybył w czerwcu 1805 roku do Warszawy z dóbr starościny Chodkiewiczowej, Pękałowa na Wołyniu. Póki mu przywiezione ze sobą pieniądze starczyły, kupował co dzień kilka bukietów, które zaraz dorodnym pannom ofiarowywał. Był bardzo wesoły i zabawny, ubierał się dziwacznie: zwykle nosił frak staroświeckim krojem, kamizelkę pąsową, spodnie czarne, krótkie, pończochy białe jedwabne lub cienkie niciane i kapelusz okrągły z dużymi skrzydłami. Kiedy mu już funduszu zabrakło, zaczął się trudnić krawiectwem, przebierając lub nicując płaszcze i surduty. Mieszkał przez kilkanaście miesięcy w pałacu na Ordynackiem pod nr 2874, skąd w październiku 1806 roku na powrót do Pękałowa odjechał i tam wkrótce umarł mając lat przeszło 50.”
W 1820 posiadłość nabył na licytacji sekretarz policji Michał Gajewski, który wyrestaurował pałac i podwyższył go o piętro. Wybudował także oficyny z przeznaczeniem na koszary. W części zabudowań przypałacowych mieściły się targowisko i jatki rzeźnicze.
W czasie powstania listopadowego znajdował się w pałacu szpital wojskowy.
W roku 1858 pałac stał się siedzibą Warszawskiego Instytutu Muzycznego. Instytut ten kontynuował tradycje założonego w 1821 roku Konserwatorium Muzycznego. Uroczyste otwarcie nowej uczelni w pałacu Ordynackim odbyło się 26 stycznia 1861 roku. W Warszawskim Instytucie Muzycznym, zwanym powszechnie „konserwatorium”, wykładali m.in. Apolinary Kątski, Aleksander Michałowski, Stanisław Moniuszko, Tomasz Nidecki, Zygmunt Noskowski, Aleksander Zarzycki, a w latach późniejszych niektórzy z pierwszych wychowanków Instytutu, jak Stanisław Barcewicz czy Ignacy Paderewski. W 1914 roku przy ulicy Okólnik wybudowano nowy budynek Konserwatorium z salą koncertową według projektu Stefana Szyllera, który został połączony z pałacem.
W okresie dwudziestolecia międzywojennego mieściły się tu konserwatorium i szkoła teatralna.
We wrześniu 1944 roku pałac został spalony przez Niemców. W 1953 odbudowany pałac przekazano na siedzibę Instytutowi im. Fryderyka Chopina (późniejszemu Towarzystwu im. Fryderyka Chopina). Oficjalnie przekazanie siedziby nowemu użytkownikowi odbyło się w lutym 1955 roku, podczas V Międzynarodowego Konkursu Pianistycznego im. Fryderyka Chopina. Projektant odbudowy, Mieczysław Kuzma, przywrócił pałacowi wygląd zewnętrzny z końca XVII w., opierając się na rysunkach Tylmana z Gameren przechowywanych w Gabinecie Rycin Biblioteki Uniwersytetu Warszawskiego. Budowla pałacowa o dwóch kondygnacjach, zbudowana na planie prostokąta, posiada ryzalit zwieńczony tympanonem. Całość wznosi się na wysokiej, warownej ceglanej platformie, tworzącej jednocześnie obszerny taras od strony wschodniej, okolony u szczytu ozdobną balustradą z piaskowca.
Po zniszczeniach wojennych odsłonięto całkowicie fasadę zachodnią, dodając zdobny w kształcie ciąg schodów, podkreślający konfigurację terenu. Wnętrza są natomiast kompozycją zupełnie nową, opartą na motywach późnego baroku, rokoka i klasycyzmu. Pałac mieści obecnie Muzeum Fryderyka Chopina oraz salę koncertową.

## Legenda o złotej kaczce
Według legendy, w podziemnym jeziorze w piwnicach budynku miała mieszkać zaklęta w kaczkę księżniczka. Upamiętnia ją ustawiony po wschodniej stronie budynku niewielki pomnik w formie fontanny z wyobrażeniem złotej kaczki z koroną na głowie. 

## Galeria

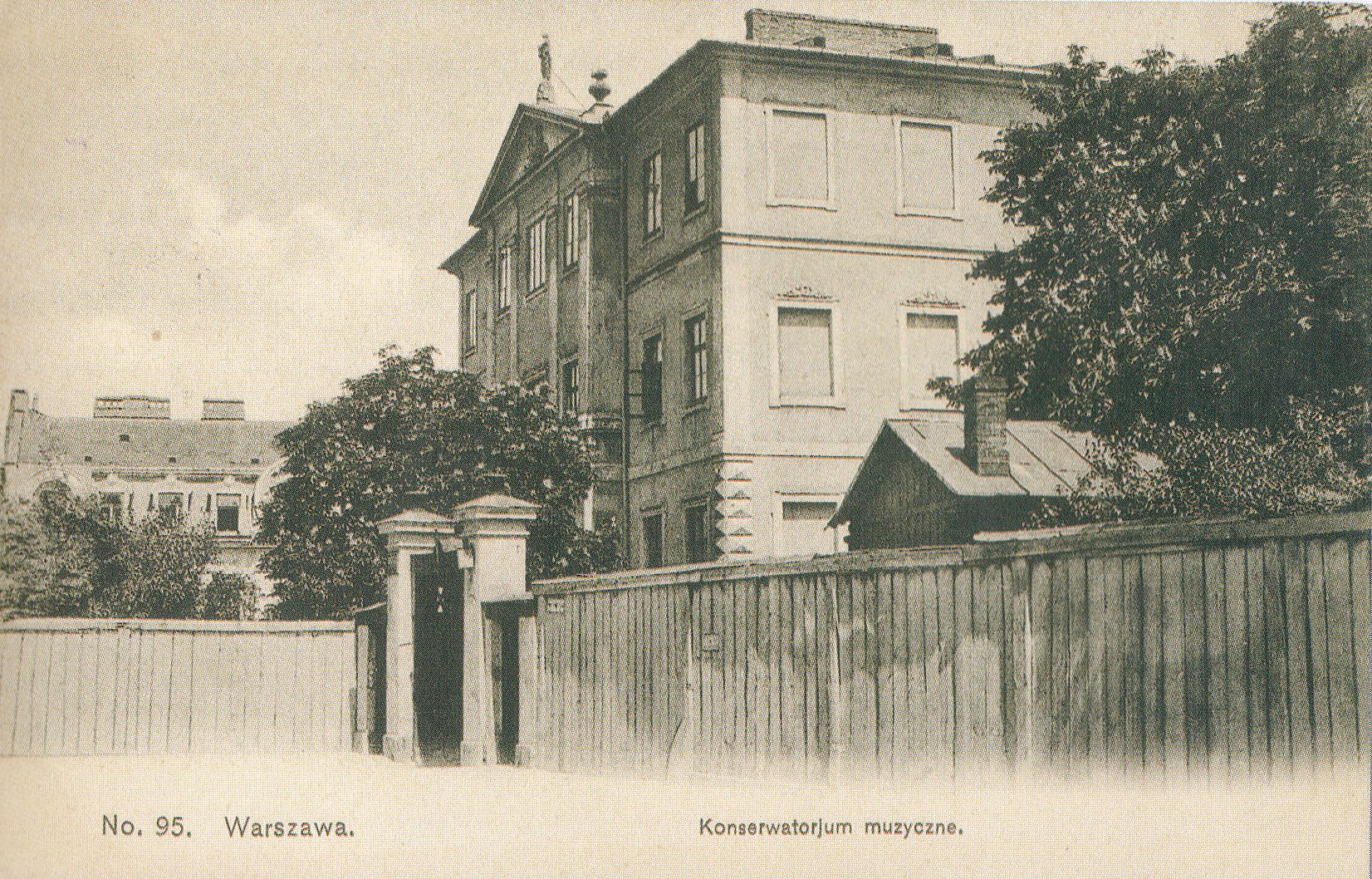
Zamek Ostrogskich od strony ul. Okólnik, ok. 1908
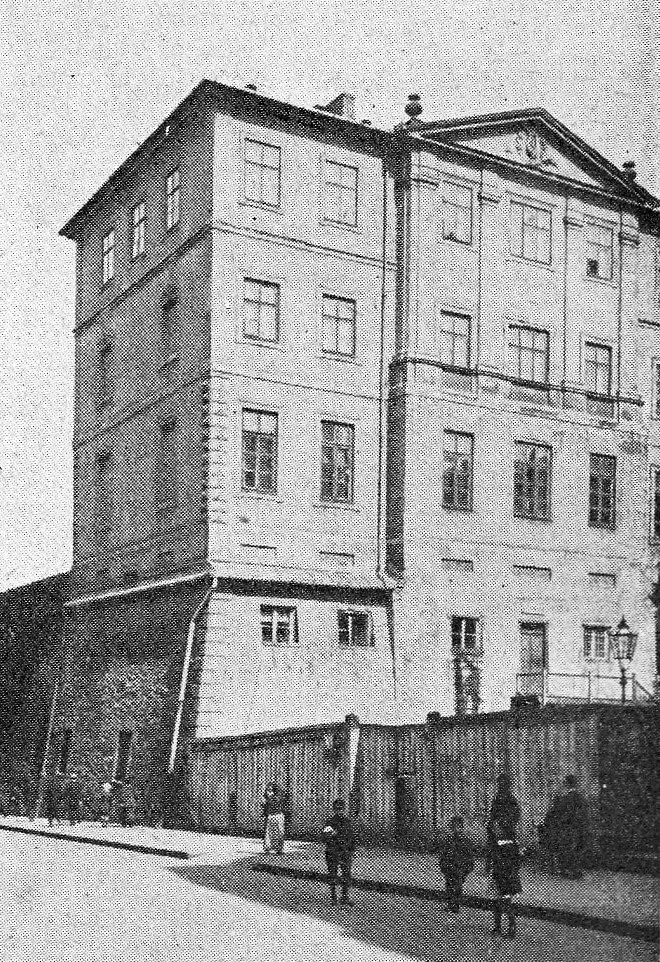
Zamek od strony ul. Tamka ok. 1939
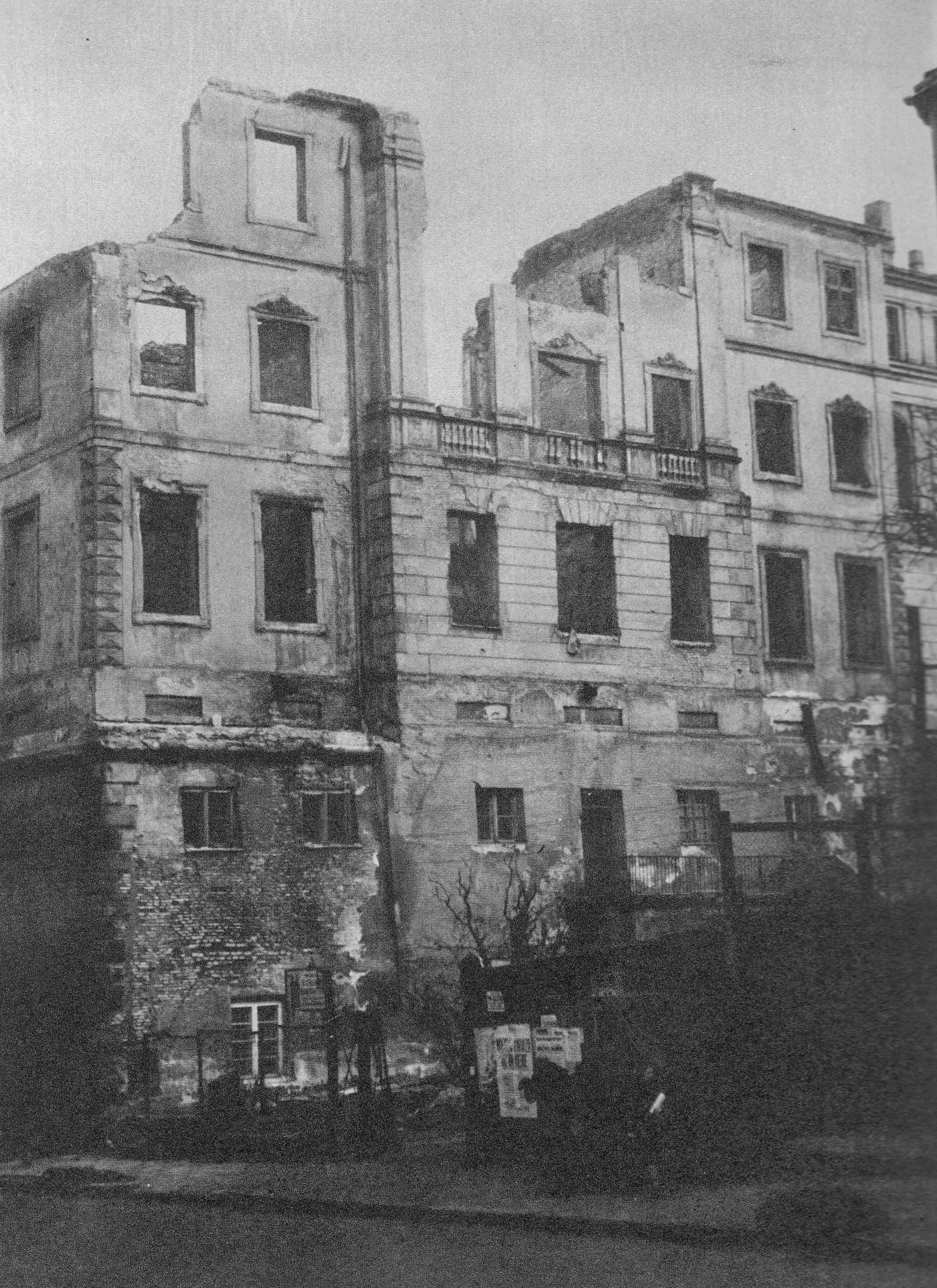
Zamek ok. 1945
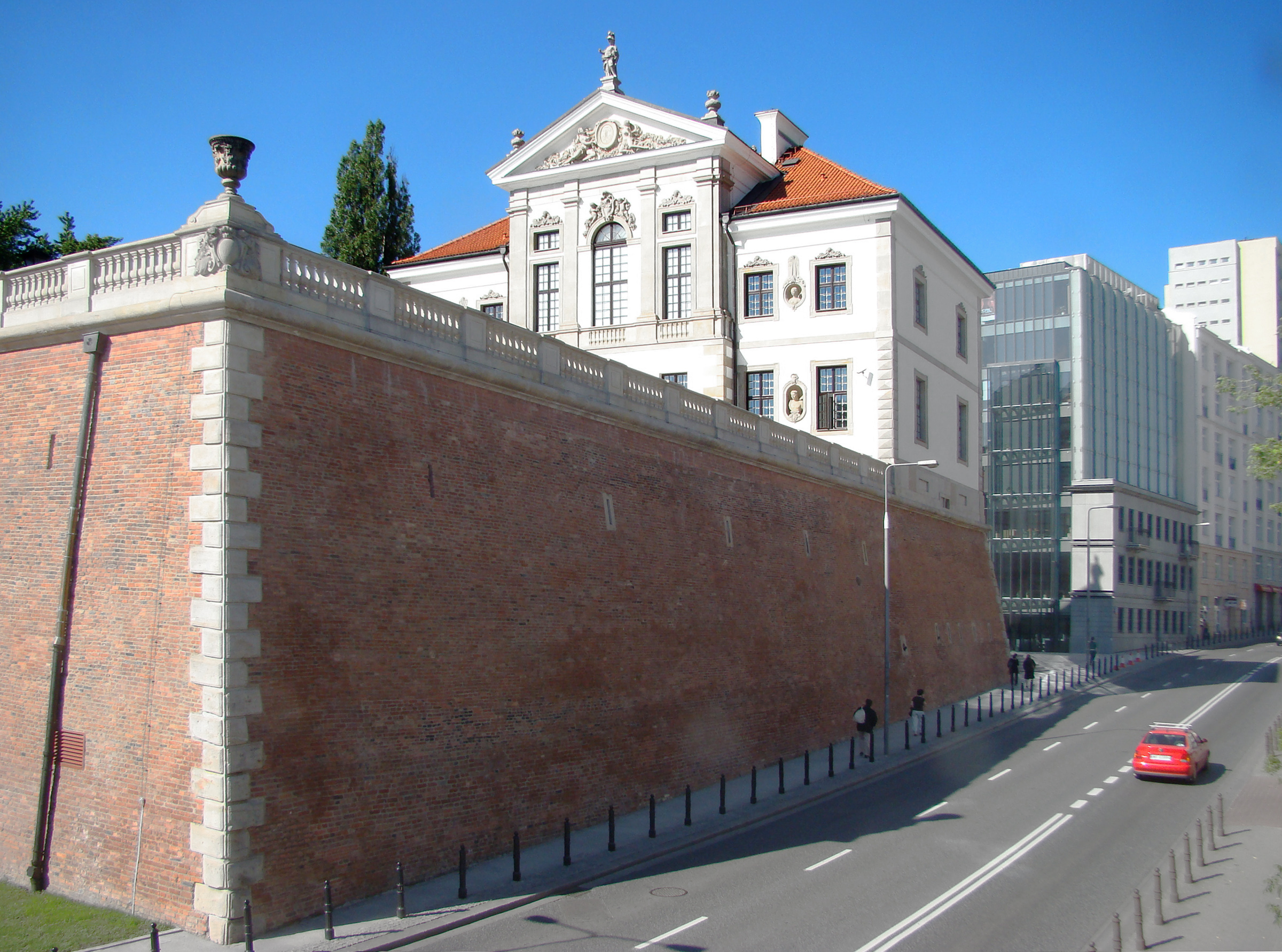
Tył budynku z bastionem
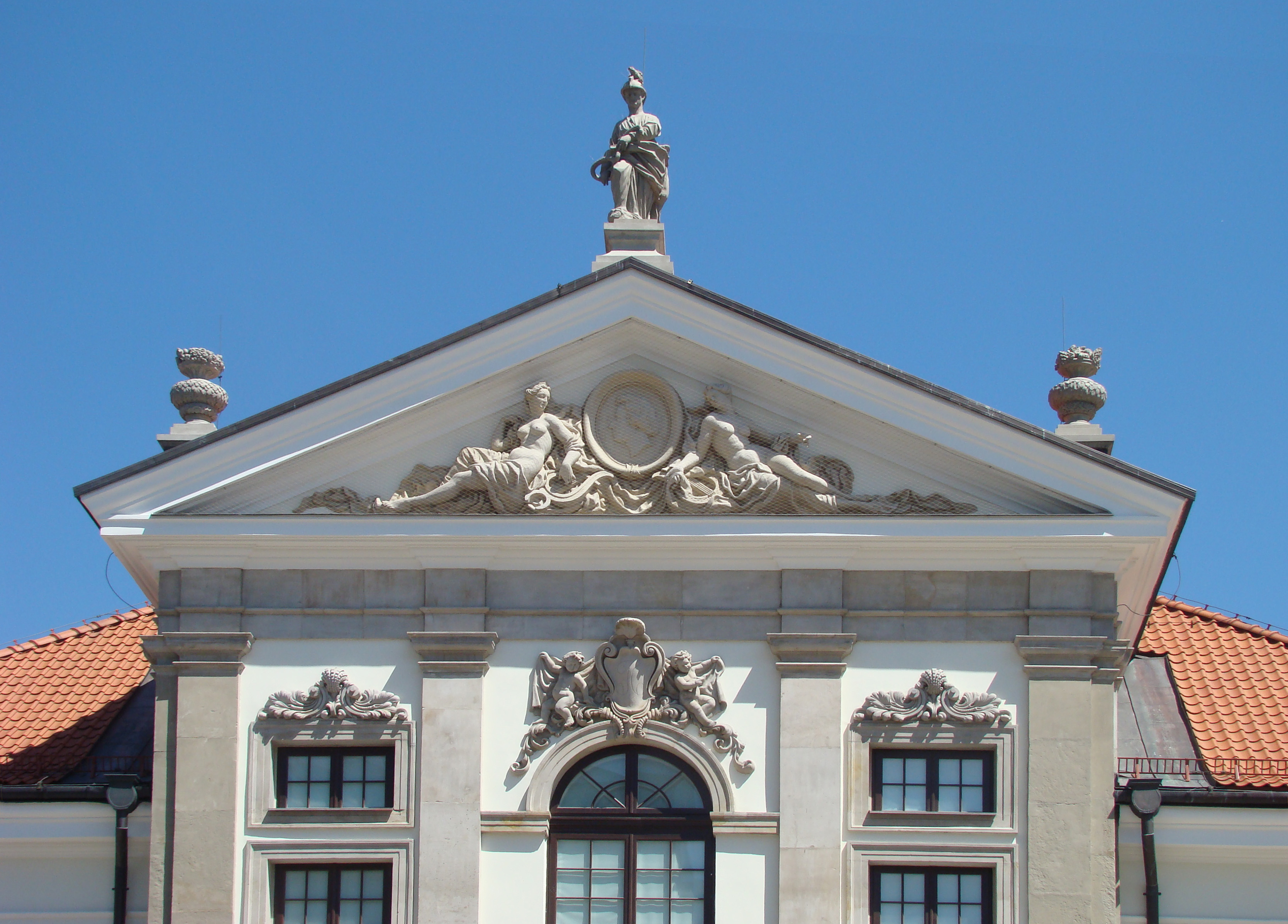
Tympanon